# Новосілка (Бучацька міська громада)
Новосі́лка — село в Україні, у Бучацькій міській громаді Чортківського району Тернопільської області. Підпорядковувалося колишній Язловецькій сільраді.

## Географія
Село розташоване на півдні району за 15 км від центру громади на високому лівобережжі річки Вільховець. Через село пролягає автошлях Т 2016 Бучач — Товсте.

## Історія
Поблизу села виявлено археологічні пам'ятки давньоруської культури. Близько 1878 р. львівський колекціонер та археолог Антон Шнайдер розкопав могилу, у якій знаходився кістяк у дерев'яній могилі, біля нього — зуб тура.
Раніше називалось Новосілка Язловецька.

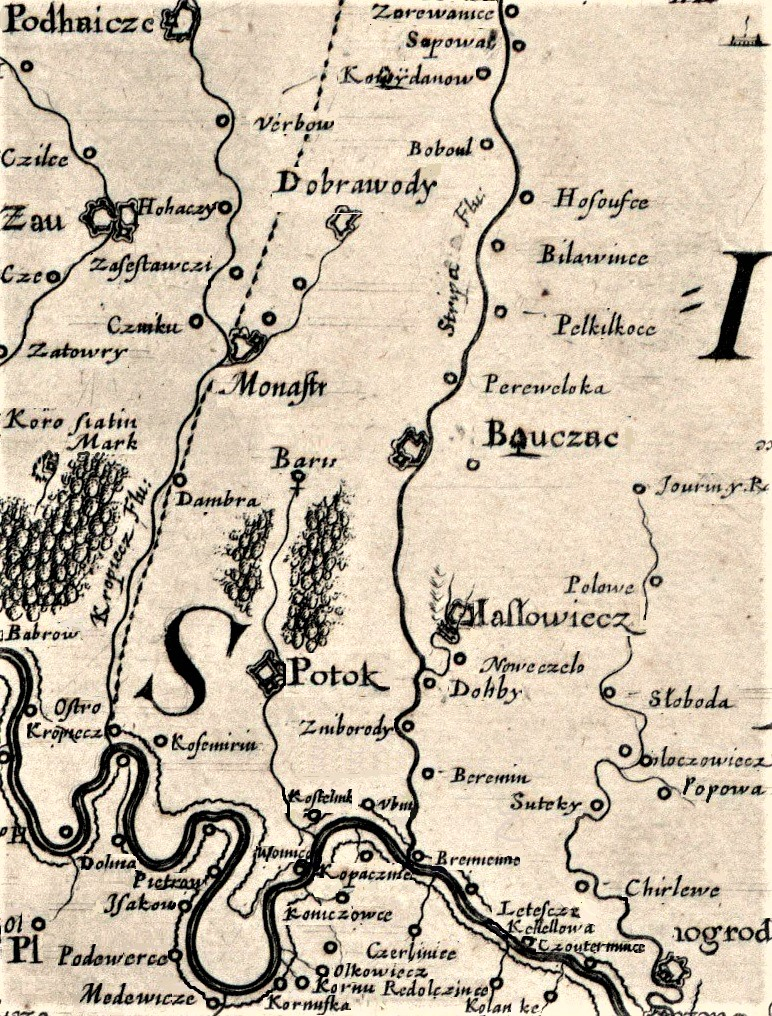
Новосілка на фрагменті спеціальної мапи України Боплана, 1650

Село Новосілка (Noweczelo) вказане на карті Боплана (середина XVII ст.). На карті 1-го австрійського знімання (80-ті рр. XVIII ст.) значиться як Nowo Siolka. Версія про те, що його заснували на початку XIX ст. переселенці передмістя Язловець — неточна.
Діяли філії українських товариств «Просвіта», «Січ», «Луг» (головою філії був Іван Бугай, секретарем — Іван Данчук), «Сільський господар» та інші, кооператива.
Під час місцевих виборів 25 жовтня 2015 року виборчій дільниці у селі один чоловік порвав бюлетень (мотивував неприязними взаєминами з членами комісії), інший зім'яв документи — йому не дозволили проголосувати за дружину.
12 червня 2020 року, відповідно до розпорядження Кабінету Міністрів України № 724-р «Про визначення адміністративних центрів та затвердження територій територіальних громад Тернопільської області» увійшло до складу Бучацької міської громади.
19 липня 2020 року, в результаті адміністративно-територіальної реформи та ліквідації Бучацького району, увійшло до складу новоутвореного Чортківського району.
З 11 грудня 2020 р. належить до Бучацької міської громади.

## Релігія
- церква святої великомучениці Параскеви-П'ятниці (1888, мурована, ПЦУ),
- церква святої великомучениці Параскевії П'ятниці (1929, переобраднана з костелу, УГКЦ),
- «фігура» (статуя) Великомучениці Параскевії на честь 100-ліття храму (1988).

## Пам'ятки

Пам'ятник Тарасові Шевченку

- пам'ятник Тарасові Шевченку (1961, пам'ятник монументального мистецтва місцевого значення, охоронний номер 855),
- символічна могила Борцям за волю України (1993),
- пам'ятні хрести:
  - на честь скасування панщини (відновлений 1991)
  - 1000-ліття Хрещення Русі (1988).

## Соціальна сфера
Працюють загальноосвітня школа І ступеня, клуб, бібліотека, ФАП, торгові заклади.

## Населення, відомі люди
У 2001 році кількість мешканців села становила 589 осіб.

### Мова
Розподіл населення за рідною мовою за даними перепису 2001 року:
| Мова       | Кількість | Відсоток |
| ---------- | --------- | -------- |
| українська | 587       | 99.66%   |
| російська  | 1         | 0.17%    |
| білоруська | 1         | 0.17%    |
| Усього     | 589       | 100%     |

### Народилися
- Богдан Збудовський (1898—1964) — інженер, старшина Корпусу січових стрільців, син пароха Зубреця о. В'ячеслава Збудовського.[7]
- Салітринський Зеновій Мар'янович (1925-1978) — знаний організатор сільськогосподарського виробництва та новатор у розвитку сільського господарства в Україні

### Працювали, проживали
- Іван Бугай — керівник філії «Лугу», виданий Андрієм Слободзяном (пізніше отримав орден Леніна, став головою сільради) представникам НКВД в 1940 р.; подальша доля поки невідома
- Іван Данчук — секретар філії «Лугу»; арештований польськими окупантами в 1938 р., відбував покарання, тортурований у Березі Картузькій, повернувся додому після початку другої світової війни, арештований представникам НКВД, подальша доля поки невідома
- о. Петро Митропула — парох (УГКЦ, понад 20 років) села.[8]

### Поховані
- письменник, композитор Теодор Леонтович
- композитор, піаніст Денис Леонтович.

## Галерея

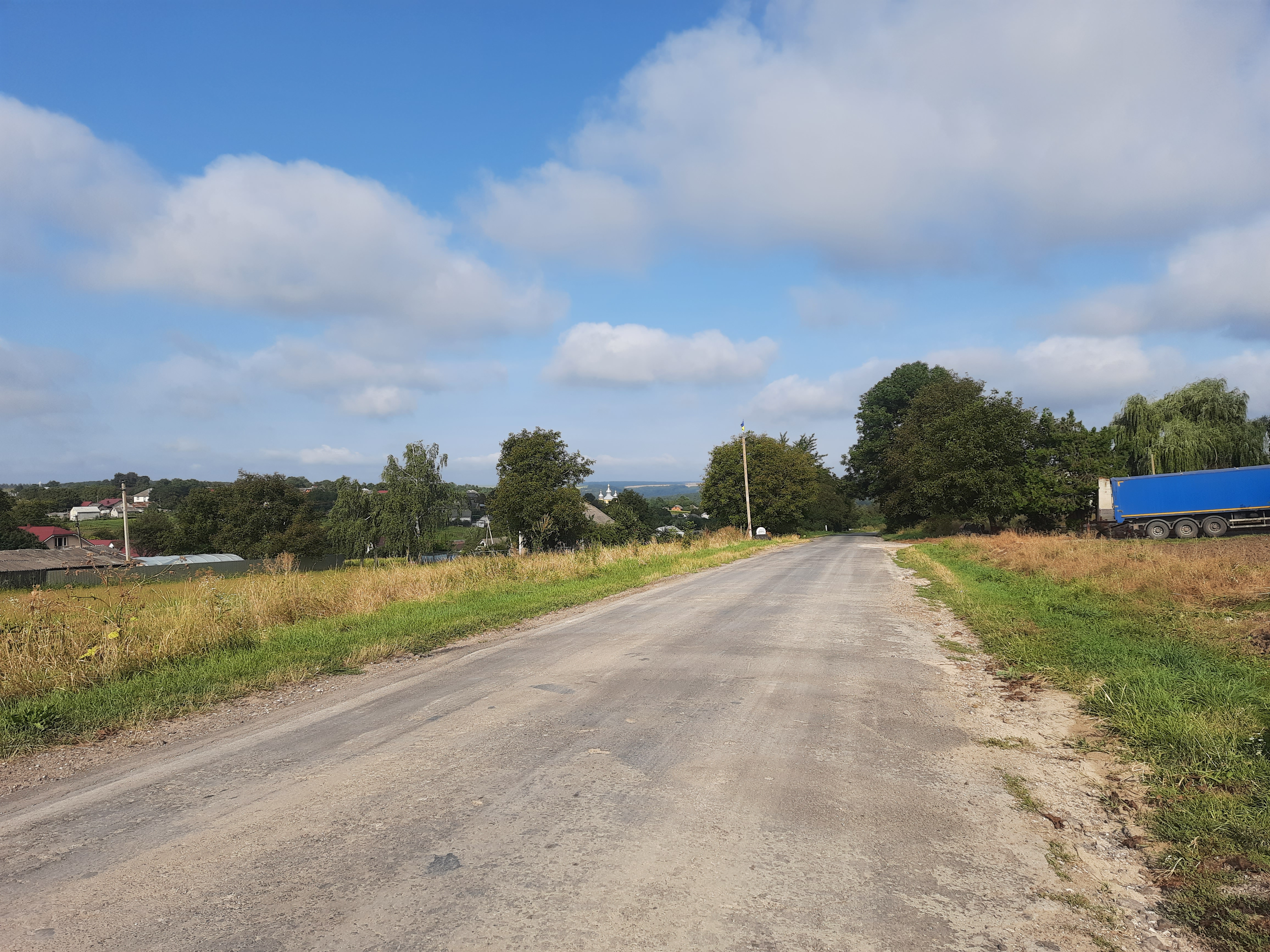
В'їзд у село
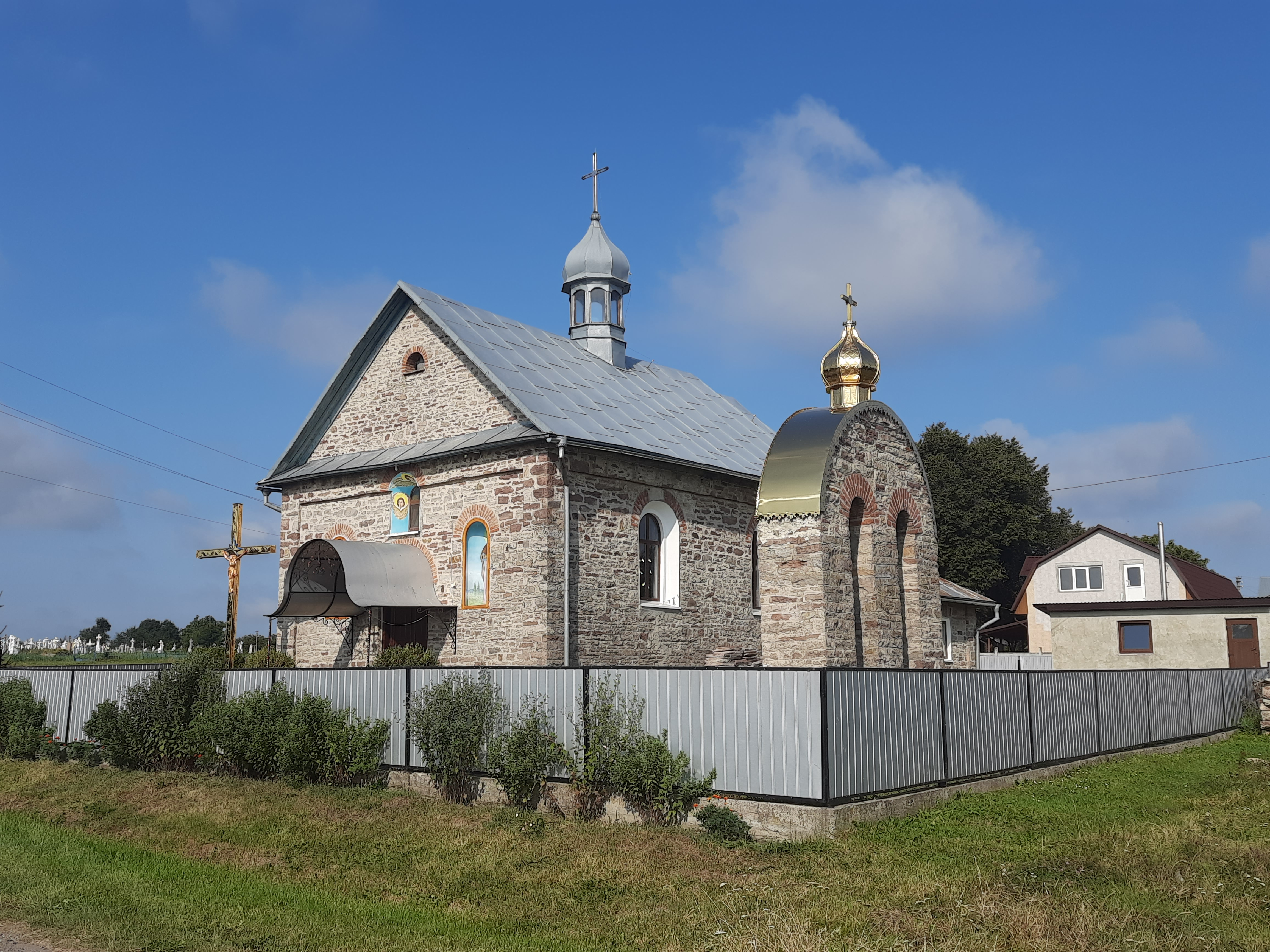
Церква Святої Великомучениці Параскевії П'ятниці (1929, переобраднана з костелу, УГКЦ),
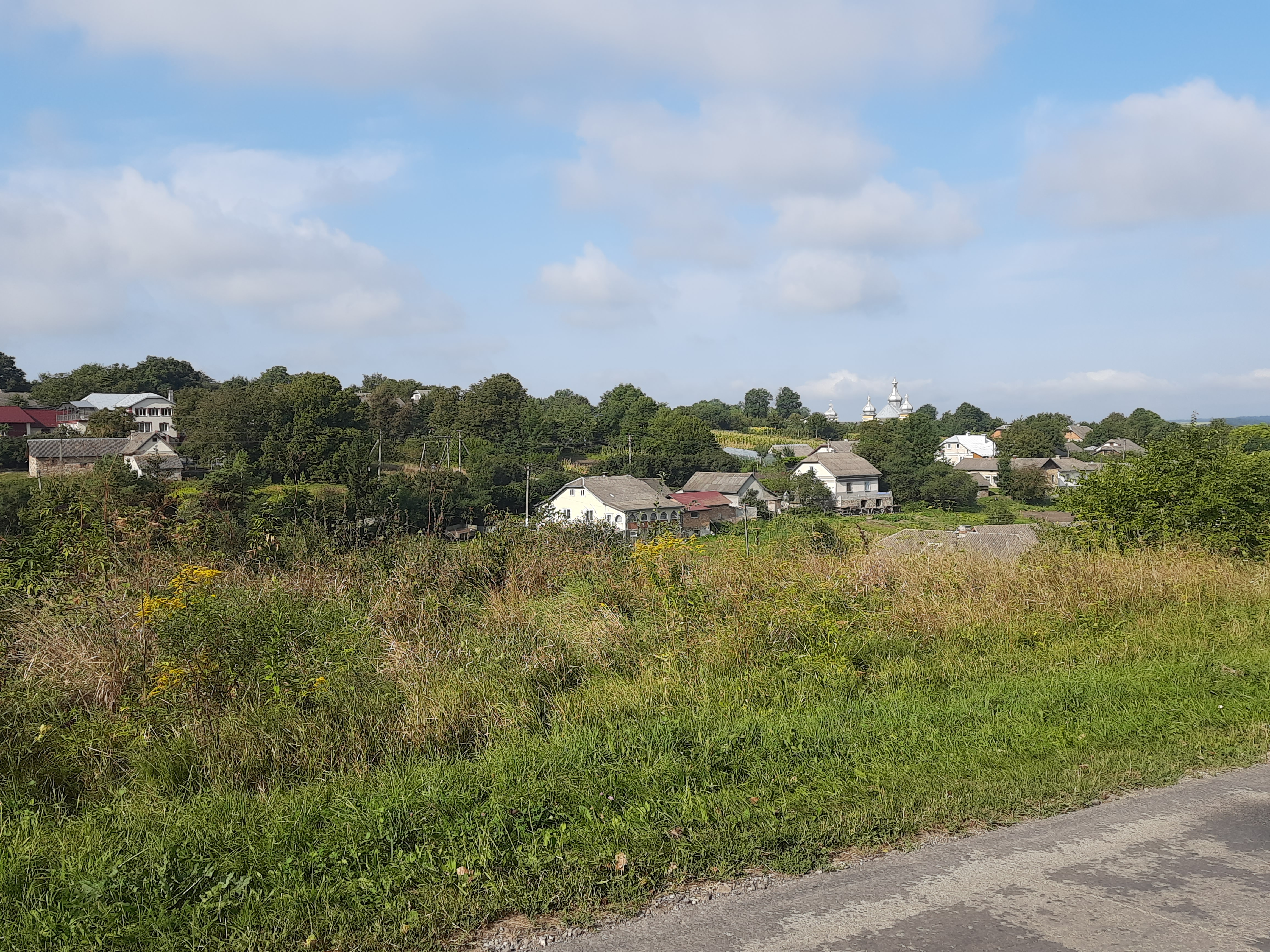
Сільський пейзаж
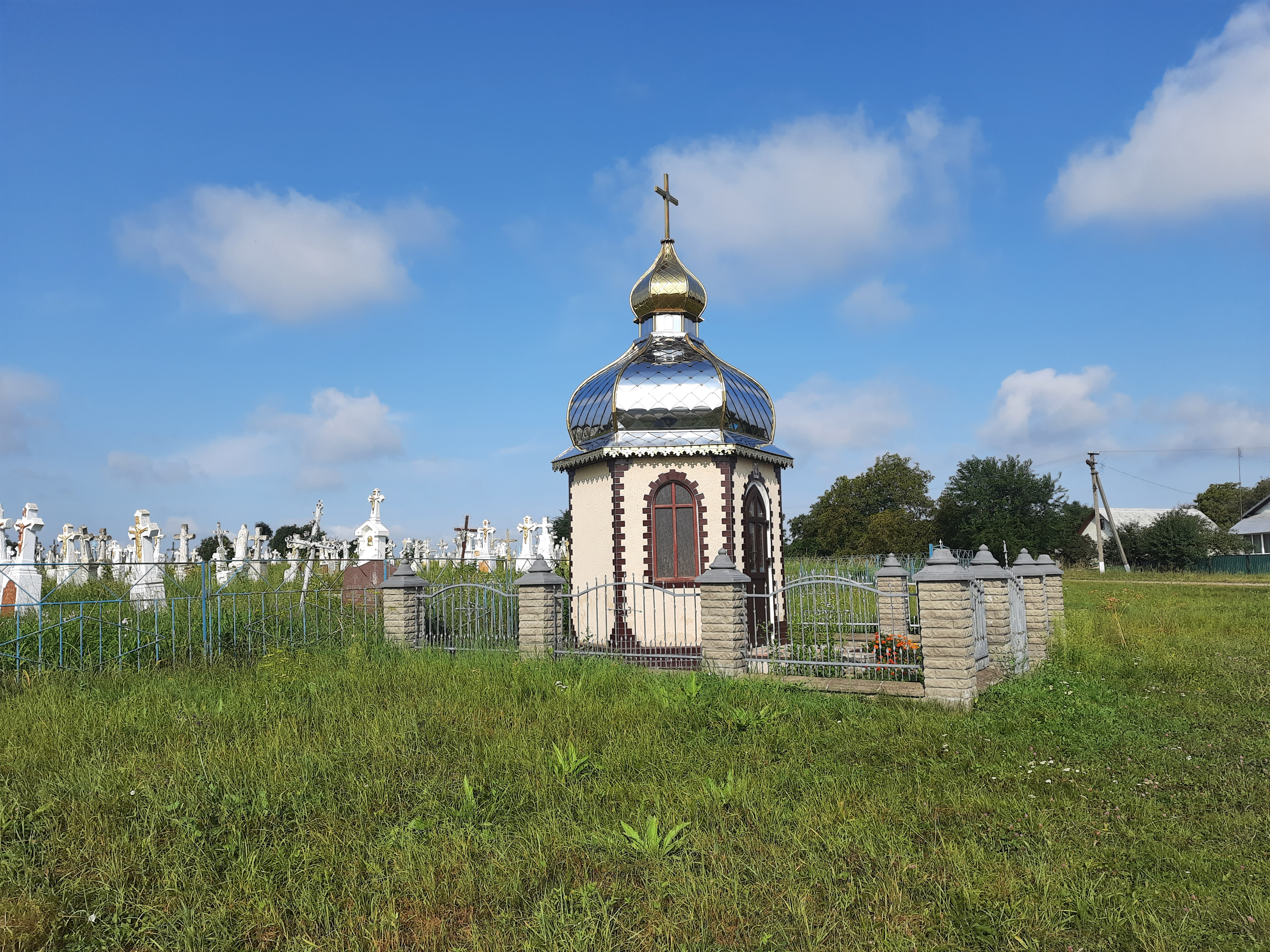
Капличка на цвинтарі